# Pseudomogoplistes vicentae
Pseudomogoplistes vicentae is een rechtvleugelig insect uit de familie Mogoplistidae. De wetenschappelijke naam van deze soort is voor het eerst geldig gepubliceerd in 1996 door Gorochov.